# 제3차 아베 신조 내각 (제2차 개조)
제3차 아베 신조 제2차 개조내각(일본어: 第3次安倍晋三第2次改造内閣)은 중의원 의원, 자유민주당 총재 아베 신조가 제97대 내각총리대신으로 임명되어, 2016년 8월 3일부터 2017년 8월 3일까지 존재한 일본의 내각이다.
자유민주당과 공명당의 연립 내각이다.

## 내각 인사에 관한 개요
제3차 아베 신조 내각 제1차 개조내각의 각료 19명 가운데 8명이 유임됐고, 1명은 다른 곳으로 이동했다. 제1차 개조내각과 마찬가지로 8명이 처음으로 입각했다. 평균 연령은 60.8세이며 제1차 개조내각인 0.7세를 웃돌았다. 최고령자 및 최연소자는 제1차 개조내각과 동일 인물인데 최고령자는 아소 다로가 75세, 최연소는 마루카와 다마요가 45세이다(모두 발족 시의 나이). 당선 횟수는 12회를 기록한 아소 다로가 최다이며, 4회를 기록한 이나다 도모미가 최소 기록을 남겼다. 더욱이 제1차 개조내각과 마찬가지로 산토파, 민간인의 입각은 없었다.
더 나아가 같은 ‘야마모토’라는 성을 가진 각료가 3명이 나오게 됐다. 각각 야마모토 고이치·야마모토 유지·야마모토 고조 등인데, 같은 성을 가진 것에 더해 이름의 말미가 ‘1’(고이치, 公一), ‘2’(유지, 有二), ‘3’(고조, 幸三)이라고 돼있다는 것도 화제가 됐다.

## 국무대신
| 직책 | 성명              | 성명 | 소속                              | 특명 담당 사항                                                                                 | 비고                         |
| --- | ----------------- | ---- | --------------------------------- | ---------------------------------------------------------------------------------------------- | ---------------------------- |
| 내각총리대신 | 아베 신조         |      | 중의원 자유민주당 (호소다파)      |                                                                                                | 자유민주당 총재              |
| 재무대신 내각부 특명담당대신 (금융 담당)                                                                                          | 아소 다로         |      | 중의원 자유민주당 (아소파)        | 디플레이션 탈출 담당 내각총리대신 임시 대리 취임 순위 제1위(부총리)                            | 유임                         |
| 총무대신 내각부 특명담당대신 (마이넘버 제도 담당)                                                                                 | 다카이치 사나에   |      | 중의원 자유민주당 (무파벌)        |                                                                                                | 유임                         |
| 법무대신 | 가네다 가쓰토시   |      | 중의원 자유민주당 (누카가파)      |                                                                                                | 첫 입각                      |
| 외무대신 | 기시다 후미오     |      | 중의원 자유민주당 (기시다파)      | 내각총리대신 임시 대리 취임 순위 제4위                                                         | 유임                         |
| 문부과학대신 | 마쓰노 히로카즈   |      | 중의원 자유민주당 (호소다파)      | 교육 재생 담당                                                                                 | 첫 입각                      |
| 후생노동대신 | 시오자키 야스히사 |      | 중의원 자유민주당 (무파벌)        | 내각총리대신 임시 대리 취임 순위 제5위                                                         | 유임                         |
| 농림수산대신 | 야마모토 유지     |      | 중의원 자유민주당 (이시바파)      |                                                                                                |                              |
| 경제산업대신 내각부 특명담당대신 (원자력 손해배상· 폐로 등 지원 기구 담당)                                                        | 세코 히로시게     |      | 참의원 자유민주당 (호소다파)      | 산업 경쟁력 담당 러시아 경제 분야 협력 담당 원자력 경제 피해 담당                              | 첫 입각                      |
| 국토교통대신 | 이시이 게이이치   |      | 중의원 공명당                     | 물순환 정책 담당                                                                               | 유임                         |
| 환경대신 내각부 특명담당대신 (원자력 방재 담당)                                                                                   | 야마모토 고이치   |      | 중의원 자유민주당 (다니가키 그룹) |                                                                                                | 첫 입각                      |
| 방위대신 | 이나다 도모미     |      | 중의원 자유민주당 (호소다파)      |                                                                                                | 2017년 7월 28일 사임         |
| 방위대신 | 기시다 후미오     |      | 중의원 자유민주당 (기시다파)      | 내각총리대신 임시 대리 취임 순위 제4위                                                         | 2017년 7월 28일 취임         |
| 내각관방장관 | 스가 요시히데     |      | 중의원 자유민주당 (무파벌)        | 오키나와 기지 부담 경감 담당 내각총리대신 임시 대리 취임 순위 제2위                            | 유임                         |
| 부흥대신 | 이마무라 마사히로 |      | 중의원 자유민주당 (니카이파)      | 후쿠시마 원자력 발전 사고 재생 총괄 담당                                                       | 첫 입각 2017년 4월 26일 사임 |
| 부흥대신 | 요시노 마사요시   |      | 중의원 자유민주당 (호소다파)      | 후쿠시마 원자력 발전 사고 재생 총괄 담당                                                       | 첫 입각 2017년 4월 26일 취임 |
| 국가공안위원회 위원장 내각부 특명담당대신 (소비자 및 식품 안전 담당) (방재 담당) (해양 정책 담당)                                 | 마쓰모토 준       |      | 중의원 자유민주당 (아소파)        | 영토 문제 담당 국토강인화 담당                                                                 | 첫 입각                      |
| 내각부 특명담당대신 (오키나와 및 북방 대책 담당) (쿨 재팬 전략 담당) (지적 재산 전략 담당) (과학 기술 정책 담당) (우주 정책 담당) | 쓰루호 요스케     |      | 참의원 자유민주당 (니카이파)      | 정보통신기술(IT) 정책 담당                                                                     | 첫 입각                      |
| 내각부 특명담당대신 (경제 재정 정책 담당)                                                                                         | 이시하라 노부테루 |      | 중의원 자유민주당 (이시하라파)    | 경제 재생 담당 사회 보장·세금 일체 개혁 담당 내각총리대신 임시 대리 취임 순위 제3위            | 유임                         |
| 내각부 특명담당대신 (저출산 대책 담당) (남녀 공동 참가 담당)                                                                      | 가토 가쓰노부     |      | 중의원 자유민주당 (누카가파)      | 1억 총활약 담당 일하는 방식 개혁 담당 여성 활약 담당 재도전 담당 납치 문제 담당 휴면 예금 담당 | 유임                         |
| 내각부 특명담당대신 (지방 창생 담당) (규제 개혁 담당)                                                                             | 야마모토 고조     |      | 중의원 자유민주당 (기시다파)      | 마을·사람·일 창생 담당 행정개혁 담당 국가 공무원 제도 담당                                     | 첫 입각                      |
| 국무대신 | 마루카와 다마요   |      | 중의원 자유민주당 (호소다파)      | 도쿄 올림픽·패럴림픽 경기 대회 담당                                                            | 직위 이동                    |

- 마쓰모토 준 국가공안위원회 위원장의 ‘해양 정책 담당’은 2017년 4월 1일부터 내각부 특명담당대신으로 옮김.

## 내각관방부장관·내각법제국 장관
| 직책            | 성명              | 주요 경력                     |
| --------------- | ----------------- | ----------------------------- |
| 내각관방부장관  | 하기우다 고이치   | 중의원 / 자유민주당(호소다파) |
| 내각관방부장관  | 노가미 고타로     | 참의원 /자유민주당(호소다파)  |
| 내각관방부장관  | 스기타 가즈히로   | 전 내각위기관리감             |
| 내각법제국 장관 | 요코바타케 유스케 | 전 내각법제차장               |

- 하기우다 고이치, 스기타 가즈히로, 요코바타케 유스케는 제3차 아베 신조 내각 제1차 개조내각으로부터의 유임.

## 부대신
| 직책                                            | 성명                | 소속                            |
| ----------------------------------------------- | ------------------- | ------------------------------- |
| 부흥 부대신                                     | 다치바나 게이이치로 | 중의원 / 자유민주당(무파벌)     |
| 부흥 부대신                                     | 나가사와 히로아키   | 참의원 / 공명당                 |
| 내각부 부대신                                   | 이시하라 히로타카   | 중의원 / 자유민주당(이시하라파) |
| 내각부 부대신                                   | 오치 다카오         | 중의원 / 자유민주당(호소다파)   |
| 내각부 부대신                                   | 마쓰모토 요헤이     | 중의원 / 자유민주당(니카이파)   |
| 총무 부대신                                     | 하라다 겐지         | 중의원 / 자유민주당(누카가파)   |
| 총무 부대신 겸 내각부 부대신                    | 아카마 지로         | 중의원 / 자유민주당(아소파)     |
| 법무 부대신 겸 내각부 부대신                    | 모리야마 마사히토   | 중의원 / 자유민주당(기시다파)   |
| 외무 부대신                                     | 소노우라 겐타로     | 중의원 / 자유민주당(아소파)     |
| 외무 부대신                                     | 기시 노부오         | 중의원 / 자유민주당(호소다파)   |
| 재무 부대신                                     | 오쓰카 다쿠         | 중의원 / 자유민주당(호소다파)   |
| 재무 부대신                                     | 기하라 미노루       | 중의원 / 자유민주당(누카가파)   |
| 문부과학 부대신                                 | 요시이에 히로유키   | 중의원 / 자유민주당(호소다파)   |
| 문부과학 부대신 겸 내각부 부대신                | 미즈오치 도시에이   | 참의원 / 자유민주당(기시다파)   |
| 후생노동 부대신                                 | 하시모토 가쿠       | 중의원 / 자유민주당(누카가파)   |
| 후생노동 부대신                                 | 후루야 노리코       | 중의원 / 공명당                 |
| 농림수산 부대신                                 | 사이토 겐           | 중의원 / 자유민주당(이시바파)   |
| 농림수산 부대신                                 | 이소자키 요스케     | 참의원 / 자유민주당(호소다파)   |
| 경제산업 부대신                                 | 마쓰무라 요시후미   | 참의원 / 자유민주당(누카가파)   |
| 경제산업 부대신 겸 내각부 부대신                | 다카기 요스케       | 중의원 / 공명당                 |
| 국토교통 부대신                                 | 다나카 료세이       | 중의원 / 자유민주당(무파벌)     |
| 국토교통 부대신 겸 내각부 부대신 겸 부흥 부대신 | 스에마쓰 신스케     | 참의원 / 자유민주당(호소다파)   |
| 환경 부대신                                     | 세키 요시히로       | 중의원 / 자유민주당(호소다파)   |
| 환경 부대신 겸 내각부 부대신                    | 이토 다다히코       | 중의원 / 자유민주당(니카이파)   |
| 방위 부대신 겸 내각부 부대신                    | 와카미야 겐지       | 중의원 / 자유민주당(누카가파)   |

- 모리야마 마사히토, 사이토 겐, 요시이에 히로유키, 와카미야 겐지는 제3차 아베 신조 내각 제1차 개조내각, 다카기 요스케는 제2차 아베 신조 내각 개조내각으로부터 유임.[3]
- 2016년 8월 5일 임명[4]

## 대신 정무관
| 직책                                                        | 성명              | 소속                            | 비고                 |
| ----------------------------------------------------------- | ----------------- | ------------------------------- | -------------------- |
| 내각부대신 정무관                                           | 다케무라 노부히데 | 중의원 / 자유민주당(무파벌)     |                      |
| 내각부대신 정무관                                           | 도요다 도시로     | 참의원 / 자유민주당(아소파)     |                      |
| 내각부대신 정무관 겸 부흥대신 정무관                        | 무타이 슌스케     | 중의원 / 자유민주당(아소파)     | 2017년 3월 10일 사임 |
| 내각부대신 정무관 겸 부흥대신 정무관                        | 나가사카 야스마사 | 중의원 / 자유민주당(아소파)     | 2017년 3월 10일 취임 |
| 총무대신 정무관                                             | 가네코 메구미     | 중의원 / 자유민주당(니카이파)   |                      |
| 총무대신 정무관                                             | 도가시 히로유키   | 중의원 / 자유민주당(이시바파)   |                      |
| 총무대신 정무관 겸 내각부대신 정무관                        | 시마다 사부로     | 참의원 / 자유민주당(무파벌)     |                      |
| 법무대신 정무관 겸 내각부대신 정무관                        | 이노 도시로       | 중의원 / 자유민주당(누카가파)   |                      |
| 외무대신 정무관                                             | 오다와라 기요시   | 중의원 / 자유민주당(호소다파)   |                      |
| 외무대신 정무관                                             | 다케이 슌스케     | 중의원 / 자유민주당(기시다파)   |                      |
| 외무대신 정무관                                             | 다키사와 모토메   | 참의원 / 자유민주당(산토파)     |                      |
| 재무대신 정무관                                             | 스기 히사타케     | 참의원 / 공명당                 |                      |
| 재무대신 정무관                                             | 미키 도루         | 참의원 / 자유민주당(니카이파)   |                      |
| 문부과학대신 정무관                                         | 히구치 나오야     | 중의원 / 공명당                 |                      |
| 문부과학대신 정무관 겸 내각부대신 정무관 겸 부흥대신 정무관 | 다노세 다이도     | 중의원 / 자유민주당(이시하라파) |                      |
| 후생노동대신 정무관                                         | 호리우치 노리코   | 중의원 / 자유민주당(기시다파)   |                      |
| 후생노동대신 정무관                                         | 바바 세이시       | 참의원 / 자유민주당(기시다파)   |                      |
| 농림수산대신 정무관                                         | 호소다 겐이치     | 중의원 / 자유민주당(호소다파)   |                      |
| 농림수산대신 정무관                                         | 야쿠라 가쓰오     | 참의원 / 공명당                 |                      |
| 경제산업대신 정무관                                         | 나카가와 도시나오 | 중의원 / 자유민주당(무파벌)     | 2017년 4월 18일 사임 |
| 경제산업대신 정무관                                         | 오구시 마사키     | 중의원 / 자유민주당(무파벌)     | 2017년 4월 18일 취임 |
| 경제산업대신 정무관 겸 내각부대신 정무관 겸 부흥대신 정무관 | 이하라 다쿠미     | 참의원 / 자유민주당(호소다파)   |                      |
| 국토교통대신 정무관                                         | 후지이 히사유키   | 중의원 / 자유민주당(무파벌)     |                      |
| 국토교통대신 정무관                                         | 오노 야스타다     | 참의원 / 자유민주당(호소다파)   |                      |
| 국토교통대신 정무관 겸 내각부대신 정무관                    | 네모토 유키노리   | 중의원 / 자유민주당(호소다파)   |                      |
| 환경대신 정무관                                             | 히가 나쓰미       | 중의원 / 자유민주당(누카가파)   |                      |
| 환경대신 정무관 겸 내각부대신 정무관                        | 이바야시 다쓰노리 | 중의원 / 자유민주당(아소파)     |                      |
| 방위대신 정무관                                             | 고바야시 다카유키 | 중의원 / 자유민주당(니카이파)   |                      |
| 방위대신 정무관 겸 내각부대신 정무관                        | 미야자와 히로유키 | 중의원 / 자유민주당(호소다파)   |                      |

- 2016년 8월 5일 임명[5][6]

## 내각총리대신 보좌관
| 직책 | 성명              | 소속                        |
| --- | ----------------- | --------------------------- |
| 내각총리대신 보좌관 (고향 만들기 추진 및 문화 외교 담당)                                                  | 가와이 가쓰유키   | 중의원 자유민주당(무파벌)   |
| 내각총리대신 보좌관 (국가 안전 보장에 관한 중요 정책 및 선거 제도 담당)                                   | 시바야마 마사히코 | 중의원 자유민주당(호소다파) |
| 내각총리대신 보좌관 (교육 재생, 저출산화, 그 외 국정의 중요 과제 담당)                                    | 에토 세이이치     | 참의원 자유민주당(니카이파) |
| 내각총리대신 보좌관 (정책 기획 담당)                                                                      | 하세가와 에이이치 | 민간 내각홍보관             |
| 내각총리대신 보좌관 (국토강인화 및 부흥 등의 사회자본 정비, 지방 창생 및 건강·의료에 관한 성장 전략 담당) | 이즈미 히로토     | 민간 전 내각관방참여        |

전원이 제3차 아베 신조 내각 제1차 개조내각으로부터의 재임명.

## 세력 조견표
| 명칭       | 세력 | 국무대신 | 관방 부장관 | 부대신 | 정무관 | 보좌관 | 그 외                                               |
| ---------- | ---- | -------- | ----------- | ------ | ------ | ------ | --------------------------------------------------- |
| 호소다파   | 98   | 6        | 2           | 7      | 5      | 1      | 참의원 의장, 총무회장, 간사장 대행, 참의원 의원회장 |
| 무파벌     | 75   | 3        | 0           | 2      | 4      | 1      |                                                     |
| 공명당     | 60   | 1        | 0           | 3      | 2      | 0      |                                                     |
| 누카가파   | 51   | 2        | 0           | 5      | 2      | 0      | 정무조사회장, 국회대책위원장, 참의원 간사장         |
| 기시다파   | 40   | 2        | 0           | 2      | 2      | 0      |                                                     |
| 아소파     | 39   | 2        | 0           | 2      | 3      | 0      |                                                     |
| 니카이파   | 38   | 1        | 0           | 2      | 3      | 1      | 간사장, 선거대책위원장                              |
| 다니가키단 | 31   | 1        | 0           | 0      | 0      | 0      |                                                     |
| 이시바파   | 20   | 1        | 0           | 1      | 1      | 0      |                                                     |
| 이시하라파 | 15   | 1        | 0           | 1      | 1      | 0      |                                                     |
| 산토파     | 12   | 0        | 0           | 0      | 1      | 0      | 중의원 의장, 부총재                                 |

## 같이 보기
- 아베노믹스

### 주해
1. ↑  더욱이 총무대신 다카이치 사나에도, 본명은 야마모토 사나에(山本早苗, 옛 성은 다카이치)이기 때문에 이것도 포함하면 ‘야마모토’라는 성을 가진 각료가 총 4명이 된다.
2. ↑  2016년 8월 기준으로 다니가키 그룹에는 타 파벌과 겸임하고 있는 의원이 8명이나 소속됐다. 단, 모두 정부의 직무 등에는 오르지 않았다.

### 출전
1. ↑  第３次安倍再改造内閣発足　首相「任期中に改憲」意欲 보관됨 2016-08-05 - 웨이백 머신 - 도쿄 신문, 2016년 8월 4일
2. ↑  「山本トリオ入閣…公一・有二・幸三氏」 보관됨 2016-08-16 - 웨이백 머신 - YOMIURI ONLINE(요미우리 신문), 2016년 8월 3일
3. ↑  政府 副大臣２５人を決定 - NHK, 2016년 8월 5일
4. ↑  
初副大臣会議・記念撮影 - 수상 관저 홈페이지
5. ↑  政府 政務官２７人を決定 - NHK, 2016년 8월 5일
6. ↑  
初大臣政務官会合・記念撮影 - 수상 관저 홈페이지, 2016년 8월 5일